# Колоніца
Колоніца (рум. Colonița) — село в складі муніципію Кишинів в Молдові. Входить до складу сектора Чокана. Утворює окрему комуну.

## Відомі люди
- Міхай Ґімпу - молдовський політик.